# Jeana
Jeana — рід метеликів родини Тонкопряди (Hepialidae). Рід є ендеміком Австралії.

## Класифікація
Рід містить два види:
- Jeana delicatula — Тасманія та Вікторія[1]
- Jeana robiginosa — Тасманія[2]